# Qualificazioni al Campionato europeo maschile di pallacanestro 2022
Le Qualificazioni al Campionato europeo maschile di pallacanestro 2022 hanno decretato le 24 nazionali che si qualificheranno all'europeo disputato nel mese di agosto.

## Formato
Le nazionali sconfitte ai preliminari delle qualificazioni al mondiale 2019 e quelle che non vi si sono registrate partono dal primo turno di preliminari che prevedono tre gironi da tre squadre. Le prime di ogni gruppo più la migliore seconda accedono al secondo turno preliminare mentre le sconfitte vanno al terzo turno preliminare. Al secondo turno preliminare partecipano le quattro vincitrici del primo più le otto sconfitte al primo turno delle qualificazioni mondiali, vengono divise in quattro gironi da tre squadre, le prime di ogni gruppo accedono alle qualificazioni le altre al terzo turno preliminare. Tutte le squadre sconfitte in precedenza partecipano ai quattro gironi del terzo turno preliminare le cui vincenti avanzano alle qualificazioni. Alle qualificazioni partecipano 32 squadre le 24 che hanno preso parte al secondo turno di qualificazione ai mondiali 2019 e le otto provenienti dai preliminari, sono divise in otto gironi da quattro squadre, le prime tre di ognuno si guadagnano l'accesso alla fase finale dell'europeo. Tutti i gironi prevedono partite di andata e ritorno.

## Calendario
| Turno                     | Date                                 | Numero squadre         |
| ------------------------- | ------------------------------------ | ---------------------- |
| Primo turno preliminare   | 23 novembre 2017 - 1 luglio 2018     | 9 (3 gruppi da 3)      |
| Secondo turno preliminare | 13 settembre 2018 - 24 febbraio 2019 | 12 (4 gruppi da 3)     |
| Terzo turno preliminare   | 3 - 21 agosto 2019                   | 13 (4 gruppi da 3 o 4) |
| Qualificazioni            | 25 novembre - 3 dicembre 2019        | 32 (8 gruppi da 4)     |
| Qualificazioni            | 17 - 25 febbraio 2020                | 32 (8 gruppi da 4)     |
| Qualificazioni            | 23 novembre - 1 dicembre 2020        | 32 (8 gruppi da 4)     |
| Qualificazioni            | 15 - 23 febbraio 2021                | 32 (8 gruppi da 4)     |

## Preliminari
I preliminari sono stati giocati da 17 squadre in tre turni. Le migliori otto squadre avanzano alla fase di qualificazione.

### Primo turno

#### Sorteggio
| Nazionale  |
| ---------- |
| Slovacchia |
| Albania    |
| Cipro      |

| Nazionale  |
| ---------- |
| Macedonia  |
| Armenia    |
| Portogallo |

| Nazionale   |
| ----------- |
| Svizzera    |
| Danimarca   |
| Lussemburgo |

#### Gruppo A
| Pos | Squadra    | G | V | P | PF  | PS  | DP  | Pt | Qualificazione            |  | MKD   | CHE   | SVK   |
| --- | ---------- | - | - | - | --- | --- | --- | -- | ------------------------- |  | ----- | ----- | ----- |
| 1   | Macedonia  | 4 | 3 | 1 | 323 | 293 | +30 | 7  | Avanza al secondo turno   |  | —     | 83–68 | 87–74 |
| 2   | Svizzera   | 4 | 2 | 2 | 319 | 330 | −11 | 6  | Trasferita al terzo turno |  | 85–79 | —     | 83–80 |
| 3   | Slovacchia | 4 | 1 | 3 | 308 | 327 | −19 | 5  | Trasferita al terzo turno |  | 66–74 | 88–83 | —     |

#### Gruppo B
| Pos | Squadra   | G | V | P | PF  | PS  | DP  | Pt | Qualificazione               |  | DNK   | ARM   | ALB   |
| --- | --------- | - | - | - | --- | --- | --- | -- | ---------------------------- |  | ----- | ----- | ----- |
| 1   | Danimarca | 4 | 4 | 0 | 336 | 282 | +54 | 8  | Avanza al secondo turno      |  | —     | 90–64 | 82–69 |
| 2   | Armenia   | 4 | 2 | 2 | 299 | 296 | +3  | 6  | Ritirata dopo il primo turno |  | 71–78 | —     | 84–65 |
| 3   | Albania   | 4 | 0 | 4 | 275 | 332 | −57 | 4  | Trasferita al terzo turno    |  | 78–86 | 63–80 | —     |

#### Gruppo C
| Pos | Squadra     | G | V | P | PF  | PS  | DP  | Pt | Qualificazione            |  | PRT   | CYP   | LUX   |
| --- | ----------- | - | - | - | --- | --- | --- | -- | ------------------------- |  | ----- | ----- | ----- |
| 1   | Portogallo  | 4 | 3 | 1 | 314 | 276 | +38 | 7  | Avanza al secondo turno   |  | —     | 76–64 | 91–85 |
| 2   | Cipro       | 4 | 2 | 2 | 276 | 285 | −9  | 6  | Avanza al secondo turno   |  | 69–67 | —     | 76–89 |
| 3   | Lussemburgo | 4 | 1 | 3 | 285 | 314 | −29 | 5  | Trasferita al terzo turno |  | 58–80 | 53–67 | —     |

#### Classifica seconde qualificate
| Pos | Gr | Squadra  | G | V | P | PF  | PS  | DP  | Pt | Qualificazione               |
| --- | -- | -------- | - | - | - | --- | --- | --- | -- | ---------------------------- |
| 1   | B  | Armenia  | 4 | 2 | 2 | 299 | 296 | +3  | 6  | Ritirata dopo il primo turno |
| 2   | C  | Cipro    | 4 | 2 | 2 | 276 | 285 | −9  | 6  | Avanza al secondo turno      |
| 3   | A  | Svizzera | 4 | 2 | 2 | 319 | 330 | −11 | 6  | Trasferita al terzo turno    |

### Secondo turno
Il secondo turno è stato giocato da dodici squadre: le quattro qualificate dal primo turno e otto squadre che erano state eliminate al primo turno delle qualificazioni al campionato del mondo del 2019.
Le squadre nazionali sono state divise in quattro gruppi da tre squadre ciascuno; i gruppi sono stati scelti il 16 gennaio 2018 a Freising, Germania. Ogni gruppo era formato da una squadra qualificata dal primo turno e due nazionali eliminate al primo turno delle qualificazioni. Ogni squadra vincitrice del girone passa alla fase finale delle qualificazioni, mentre gli altri otto team passano al terzo turno.
Cipro ha preso il posto dell'Armenia, la quale si è ritirata per problemi finanziari.

#### Gruppo A
| Pos | Squadra     | G | V | P | PF  | PS  | DP  | Pt | Qualificazione                                    |  | SWE   | DNK   | BLR   |
| --- | ----------- | - | - | - | --- | --- | --- | -- | ------------------------------------------------- |  | ----- | ----- | ----- |
| 1   | Svezia      | 4 | 2 | 2 | 298 | 282 | +16 | 6  | Qualificata alla fase finale delle qualificazioni |  | —     | 79–74 | 87–59 |
| 2   | Danimarca   | 4 | 2 | 2 | 327 | 329 | −2  | 6  | Trasferita al terzo turno                         |  | 76–72 | —     | 79–84 |
| 3   | Bielorussia | 4 | 2 | 2 | 310 | 324 | −14 | 6  | Trasferita al terzo turno                         |  | 73–60 | 94–98 | —     |

#### Gruppo B
| Pos | Squadra   | G | V | P | PF  | PS  | DP  | Pt | Qualificazione                                    |  | MKD   | ROU   | KOS   |
| --- | --------- | - | - | - | --- | --- | --- | -- | ------------------------------------------------- |  | ----- | ----- | ----- |
| 1   | Macedonia | 4 | 3 | 1 | 297 | 282 | +15 | 7  | Qualificata alla fase finale delle qualificazioni |  | —     | 90–76 | 78–68 |
| 2   | Romania   | 4 | 3 | 1 | 308 | 301 | +7  | 7  | Trasferita al terzo turno                         |  | 65–53 | —     | 88–83 |
| 3   | Kosovo    | 4 | 0 | 4 | 299 | 321 | −22 | 4  | Trasferita al terzo turno                         |  | 73–76 | 75–79 | —     |

#### Gruppo C
| Pos | Squadra    | G | V | P | PF  | PS  | DP  | Pt | Qualificazione                                    |  | BEL   | ISL   | PRT   |
| --- | ---------- | - | - | - | --- | --- | --- | -- | ------------------------------------------------- |  | ----- | ----- | ----- |
| 1   | Belgio     | 4 | 4 | 0 | 305 | 253 | +52 | 8  | Qualificata alla fase finale delle qualificazioni |  | —     | 90–62 | 66–65 |
| 2   | Islanda    | 4 | 1 | 3 | 296 | 316 | −20 | 5  | Trasferita al terzo turno                         |  | 66–79 | —     | 91–67 |
| 3   | Portogallo | 4 | 1 | 3 | 272 | 304 | −32 | 5  | Trasferita al terzo turno                         |  | 60–70 | 80–77 | —     |

#### Gruppo D
| Pos | Squadra       | G | V | P | PF  | PS  | DP  | Pt | Qualificazione                                    |  | AUT   | GBR   | CYP   |
| --- | ------------- | - | - | - | --- | --- | --- | -- | ------------------------------------------------- |  | ----- | ----- | ----- |
| 1   | Austria       | 4 | 3 | 1 | 324 | 300 | +24 | 7  | Qualificata alla fase finale delle qualificazioni |  | —     | 75–78 | 72–69 |
| 2   | Gran Bretagna | 4 | 3 | 1 | 319 | 279 | +40 | 7  | Trasferita al terzo turno                         |  | 82–96 | —     | 84–47 |
| 3   | Cipro         | 4 | 0 | 4 | 248 | 312 | −64 | 4  | Trasferita al terzo turno                         |  | 71–81 | 61–75 | —     |

Scontri diretti
1. 1 2  Macedonia 143–141 Romania
2. 1 2  Islanda 168–147 Portogallo
3. 1 2  Austria 171–160 Regno Unito

### Terzo turno
Il terzo turno si è svolto nell'agosto 2019. Anche in questo caso sono stati formati quattro gruppi di tre squadre ciascuno; ogni gruppo era composto da una squadra eliminata nel primo turno, una seconda classificata nel secondo turno ed una squadra classificata al terzo posto sempre nel seconto turno. La vincitrice di ogni gruppo si è qualificata per la fase finale delle qualificazioni stesse, mentre le altre squadre sono state iscritte ai preliminari per le qualificazioni del campionato del mondo del 2023.

#### Gruppo E
| Pos | Squadra     | G | V | P | PF  | PS  | DP  | Pt | Qualificazione               |       | DNK   | BLR   | ALB   |
| --- | ----------- | - | - | - | --- | --- | --- | -- | ---------------------------- | ----- | ----- | ----- | ----- |
| 1   | Danimarca   | 4 | 4 | 0 | 313 | 274 | +39 | 8  | Qualificata alla fase finale |       | —     | 69–66 | 95–73 |
| 2   | Bielorussia | 4 | 2 | 2 | 314 | 267 | +47 | 6  |                              |       | 78–81 | —     | 97–66 |
| 3   | Albania     | 4 | 0 | 4 | 247 | 333 | −86 | 4  |                              | 57–68 | 51–73 | —     |       |

#### Gruppo F
| Pos | Squadra    | G | V | P | PF  | PS  | DP  | Pt | Qualificazione               |       | ROU   | SVK   | CYP   |
| --- | ---------- | - | - | - | --- | --- | --- | -- | ---------------------------- | ----- | ----- | ----- | ----- |
| 1   | Romania    | 4 | 4 | 0 | 336 | 275 | +61 | 8  | Qualificata alla fase finale |       | —     | 85–68 | 89–63 |
| 2   | Slovacchia | 4 | 2 | 2 | 293 | 301 | −8  | 6  |                              |       | 74–77 | —     | 67–60 |
| 3   | Cipro      | 4 | 0 | 4 | 272 | 324 | −52 | 4  |                              | 70–85 | 79–83 | —     |       |

#### Gruppo G
| Pos | Squadra       | G | V | P | PF  | PS  | DP  | Pt | Qualificazione               |       | GBR   | KOS    | LUX    |
| --- | ------------- | - | - | - | --- | --- | --- | -- | ---------------------------- | ----- | ----- | ------ | ------ |
| 1   | Gran Bretagna | 4 | 4 | 0 | 336 | 261 | +75 | 8  | Qualificata alla fase finale |       | —     | 101–79 | 71–54  |
| 2   | Kosovo        | 4 | 1 | 3 | 331 | 348 | −17 | 5  |                              |       | 63–71 | —      | 109–88 |
| 3   | Lussemburgo   | 4 | 1 | 3 | 295 | 353 | −58 | 5  |                              | 65–93 | 88–80 | —      |        |

#### Gruppo H
| Pos | Squadra    | G | V | P | PF  | PS  | DP  | Pt | Qualificazione               |       | CHE   | ISL    | PRT   |
| --- | ---------- | - | - | - | --- | --- | --- | -- | ---------------------------- | ----- | ----- | ------ | ----- |
| 1   | Svizzera   | 4 | 2 | 2 | 336 | 324 | +12 | 6  | Qualificata alla fase finale |       | —     | 109–85 | 77–72 |
| 2   | Islanda    | 4 | 2 | 2 | 343 | 339 | +4  | 6  |                              |       | 83–82 | —      | 96–68 |
| 3   | Portogallo | 4 | 2 | 2 | 304 | 320 | −16 | 6  |                              | 84–68 | 80–79 | —      |       |

Scontri diretti
1. 1 2  Kosovo 189–176 Lussemburgo

## Qualificazioni
Il sorteggio è stato effettuato il 22 luglio 2019 a Monaco di Baviera. Alle qualificazioni parteciperanno le otto nazionali vincitrici dei rispettivi gruppi nel secondo e terzo turno e le ventiquattro che hanno partecipato al secondo turno delle qualificazioni al campionato mondiale. Solo ventiquattro squadre avanzeranno al campionato europeo. Le partite di questa fase verranno disputate in tre finestre temporali, più precisamente dal 17 al 25 febbraio 2020, dal 23 novembre al 1º dicembre 2020 e dal 15 al 23 febbraio 2021; ogni nazionale giocherà due partite in ogni finestra temporale.
Tra le 32 squadre che parteciperanno alle qualificazioni, sono presenti anche le quattro nazioni che ospiteranno i campionati stessi, ossia Repubblica Ceca, Georgia, Germania ed Italia. Le nazionali verranno suddivise in otto gruppi da quattro squadre. Ogni gruppo si svolgerà con la formula del girone all'italiana, dove ogni squadra si sfiderà con le altre tre, una volta in casa ed una volta in trasferta. Le prime tre squadre dei gironi dove non sono presenti le nazionali ospitanti, si qualificheranno per FIBA EuroBasket 2021. Nei gironi dove sono presenti le squadre ospitanti, la squadra ospitante stessa e le due migliori classificate, si qualificheranno per il campionato europeo.
Le otto squadre che non si qualificheranno per il torneo, giocheranno il secondo turno dei preliminari per la qualificazione al campionato del mondo del 2023, il quale si svolgerà nell'estate del 2021.

### Sorteggio
Il sorteggio è stato effettuato dividendo le squadre in sette fasce, utilizzando la posizione di ogni nazione nel FIBA World Rankings aggiornato al 26 febbraio 2019; la fascia 8 è invece stata popolata dalle squadre che si sono qualificate dai preliminari. Il 19 luglio 2019, le fasce sono state composte. Le nazionali presenti nella prima fascia, sono state inserite nei gruppi A, C, E e G, così come le squadre presenti nelle fasce 4, 5 ed 8. Invece le squadre della seconda fascia sono state sorteggiate nei gironi B, D, F ed H così come le squadre delle fasce 3, 6 e 7. Ogni gruppo può avere al massimo una squadra ospitante del torneo finale.
| Squadra  | Pos |
| -------- | --- |
| Spagna   | 2   |
| Francia  | 3   |
| Serbia   | 4   |
| Lituania | 6   |

| Squadra  | Pos |
| -------- | --- |
| Slovenia | 7   |
| Grecia   | 8   |
| Croazia  | 9   |
| Russia   | 10  |

| Squadra  | Pos |
| -------- | --- |
| Italia   | 13  |
| Lettonia | 15  |
| Turchia  | 17  |
| Ucraina  | 19  |

| Squadra   | Pos |
| --------- | --- |
| Finlandia | 21  |
| Germania  | 22  |
| Rep. Ceca | 24  |
| Polonia   | 25  |

| Squadra    | Pos |
| ---------- | --- |
| Georgia    | 26  |
| Montenegro | 28  |
| Belgio     | 29  |
| Israele    | 35  |

| Squadra              | Pos |
| -------------------- | --- |
| Ungheria             | 36  |
| Bosnia ed Erzegovina | 40  |
| Paesi Bassi          | 41  |
| Macedonia del Nord   | 42  |

| Squadra  | Pos |
| -------- | --- |
| Estonia  | 45  |
| Bulgaria | 47  |
| Svezia   | 54  |
| Austria  | 55  |

| Squadra       | Pos |
| ------------- | --- |
| Danimarca     | 69  |
| Romania       | 61  |
| Gran Bretagna | 44  |
| Svizzera      | 65  |

Legenda

In grassetto le squadre ospitanti del torneo.
In corsivo le squadre qualificate dai preliminari.

### Gruppo A
| Pos | Squadra | G | V | P | PF  | PS  | DP   | Pt | Qualificazione  |  | ISR   | ESP   | POL   | ROU   |
| --- | ------- | - | - | - | --- | --- | ---- | -- | --------------- |  | ----- | ----- | ----- | ----- |
| 1   | Israele | 6 | 5 | 1 | 487 | 442 | +45  | 11 | EuroBasket 2022 |  | —     | 95–87 | 78–72 | 87–63 |
| 2   | Spagna  | 6 | 4 | 2 | 501 | 448 | +53  | 10 | EuroBasket 2022 |  | 78–73 | —     | 69–80 | 94–41 |
| 3   | Polonia | 5 | 2 | 3 | 402 | 372 | +30  | 7  | EuroBasket 2022 |  | 71–75 | 88–89 | —     | 88–81 |
| 4   | Romania | 5 | 0 | 5 | 307 | 435 | −128 | 5  |                 |  | 71–79 | 71–84 | 61–91 | —     |

| Arbitri: | Oskars Lucis Apostolos Kalpakas Alexey Davydov |

|                               |            |                             |
| Cățe 19 Richard 14 Gheorghe 9 | Punti      | 21 Díez 17 Saiz 10 Brizuela |
| Richard 4                     | Assist     | 9 Alocén                    |
| Cățe 13                       | Rimbalzi   | 10 Saiz                     |
| Tudor Costescu                | Allenatori | Sergio Scariolo             |

| Arbitri: | Aleksandar Glišić Alexandre Deman Thomas Bissuel |

|                             |            |                                |
| Slaughter 29 Kulig 11 Cel 9 | Punti      | 12 Zalmanson 11 Mekel 10 Menco |
| Slaughter 4                 | Assist     | 10 Mekel                       |
| Michalak 11                 | Rimbalzi   | 8 Segev                        |
| Mike Taylor                 | Allenatori | Oded Kattash                   |

| Arbitri: | Yener Yılmaz Martin Vulić Zdenko Tomašovič |

|                                    |            |                                   |
| Díez 16 Saiz 15 Beirán, Rabaseda 7 | Punti      | 26 Slaughter 17 Cel 13 Sokołowski |
| Alocén 9                           | Assist     | 7 Koszarek                        |
| Saiz 12                            | Rimbalzi   | 6 Kulig                           |
| Sergio Scariolo                    | Allenatori | Mike Taylor                       |

| Arbitri: | Tolga Sahin Kerem Baki Vladimir Jevtović |

|                             |            |                              |
| Avdija 21 Cohen 17 Mekel 11 | Punti      | 11 Dragoste 10 Cățe 9 Watson |
| Blatt 7                     | Assist     | 5 Watson                     |
| Avdija 8                    | Rimbalzi   | 10 Cățe                      |
| Oded Kattash                | Allenatori | Tudor Costescu               |

| Arbitri: | Radomir Vojinovic Goran Sljivic Ilias Kounelles |

|                                |            |                                                  |
| Richard 14 Virna 11 Tohătan 10 | Punti      | 17 Sokołowski 13 Zyskowski 9 Gruszecki, Michalak |
| Richard 4                      | Assist     | 4 Kolenda, Koszarek                              |
| Cățe 10                        | Rimbalzi   | 7 Sokołowski, Cel                                |
| Tudor Costescu                 | Allenatori | Mike Taylor                                      |

| Arbitri: | Andrei Sharapa Martin Vulic Vladimir Jevtovic |

|                            |            |                                         |
| Blatt 21 Mekel 18 Cohen 17 | Punti      | 24 Colom 13 López-Arostegui 10 Brizuela |
| Blatt 9                    | Assist     | 5 Colom                                 |
| Ginat 5                    | Rimbalzi   | 6 Pérez                                 |
| Oded Kattash               | Allenatori | Sergio Scariolo                         |

| Arbitri: | Andrei Sharapa Martin Vulic Vladimir Jevtovic |

|                                |            |                                   |
| Cohen 14 Mekel 12 Pnini, Ziv 9 | Punti      | 23 Ponitka 15 Sokołowski 11 Kulig |
| Blatt 8                        | Assist     | 5 Koszarek                        |
| Ginat 8                        | Rimbalzi   | 7 Cel                             |
| Oded Kattash                   | Allenatori | Mike Taylor                       |

| Arbitri: | Radomir Vojinovic Goran Sljivic Blaz Zupancic |

|                                         |            |                                          |
| Brizuela 17 Pérez 12 Barreiro, Colom 11 | Punti      | 13 Tohatan 8 Uta 5 Dragoste, Popa        |
| Brizuela 5                              | Assist     | 1 Cățe, Dragoste, Grasu, Tohătan, Watson |
| Guerrero 12                             | Rimbalzi   | 7 Cățe                                   |
| Sergio Scariolo                         | Allenatori | Tudor Costescu                           |

| Arbitri: | Igor Mitrovski Boris Krejic Geert Jacobs |

|                                |            |                                    |
| Măciuca 18 Popa 13 Nicolescu 8 | Punti      | 18 Sorkin 14 Cohen 10 Blatt, Madar |
| Badiu 8                        | Assist     | 7 Blatt                            |
| Popa 8                         | Rimbalzi   | 5 Weisz                            |
| Tudor Costescu                 | Allenatori | Oded Kattash                       |

| Arbitri: | Aleksandar Glisic Zdravko Rutesic Andris Aunkrogers |

|                                                |            |                                            |
| Slaughter 27 Ponitka, Waczyński 11 Michalak 10 | Punti      | 24 Barreiro 21 Brizuela 13 López-Arostegui |
| Balcerowski 3                                  | Assist     | 5 Guerra                                   |
| Waczyński 5                                    | Rimbalzi   | 5 Barreiro                                 |
| Mike Taylor                                    | Allenatori | Sergio Scariolo                            |

| Arbitri: | Aleksandar Glisic Geert Jacobs Mehmet Sahin |

|                                      |            |                                 |
| Michalak 24 Sochan 18 Balcerowski 11 | Punti      | 16 Maciuca 15 Nicolescu 11 Popa |
| Ponitka 5                            | Assist     | 6 Gheorghe                      |
| Olejniczak 6                         | Rimbalzi   | 9 Uta                           |
| Mike Taylor                          | Allenatori | Tudor Costescu                  |

| Arbitri: | Igor Mitrovski Andris Aunkrogers Zdravko Rutesic |

|                                                  |            |                            |
| Brizuela 18 Bassas 12 Guerra, López-Arostegui 11 | Punti      | 20 Cohen 12 Ginat 10 Ariel |
| Bassas 7                                         | Assist     | 9 Blatt                    |
| Parra 9                                          | Rimbalzi   | 8 Cohen                    |
| Sergio Scariolo                                  | Allenatori | Oded Kattash               |

### Gruppo B
| Pos | Squadra            | G | V | P | PF  | PS  | DP  | Pt | Qualificazione         |  | ITA   | RUS   | EST     | MKD   |
| --- | ------------------ | - | - | - | --- | --- | --- | -- | ---------------------- |  | ----- | ----- | ------- | ----- |
| 1   | Italia             | 6 | 4 | 2 | 511 | 487 | +24 | 10 | EuroBasket 2022 (Osp.) |  | —     | 83–64 | 101–105 | 92–84 |
| 2   | Russia             | 6 | 4 | 2 | 460 | 405 | +55 | 10 | EuroBasket 2022        |  | 66–70 | —     | 75–52   | 77–67 |
| 3   | Estonia            | 6 | 2 | 4 | 459 | 505 | −46 | 8  | EuroBasket 2022        |  | 81–87 | 56–84 | —       | 84–86 |
| 4   | Macedonia del Nord | 6 | 2 | 4 | 473 | 506 | −33 | 8  |                        |  | 87–78 | 77–94 | 72–81   | —     |

| Arbitri: | Mārtiņš Kozlovskis Mehmet Sahin Zdenko Tomašovič |

|                                                                 |            |                              |
| V. Stojanovski 26 Dimitrijević, Whittington 15 D. Stojanovski 8 | Punti      | 31 Kullamäe 16 Vene 8 Hermet |
| V. Stojanovski, Gjuroski 3                                      | Assist     | 5 Kullamäe, Veideman         |
| Whittington 8                                                   | Rimbalzi   | 6 Nurger                     |
| Aleksandar Todorov                                              | Allenatori | Jukka Toijala                |

| Arbitri: | Antonio Conde Martin Vulić Fernando Calatrava |

|                                             |            |                                           |
| Ricci 19 M. Vitali 15 Fontecchio, Spissu 10 | Punti      | 17 Kulagin 14 Antipov 10 Ivlev, Motovilov |
| Spissu 10                                   | Assist     | 8 Kulagin                                 |
| Fontecchio, Ricci 7                         | Rimbalzi   | 6 Antipov                                 |
| Romeo Sacchetti                             | Allenatori | Sergej Bazarevič                          |

| Arbitri: | Aleksandar Glišić Martin Horozov Andrei Sharapa |

|                                |            |                                      |
| Kitsing 22 Vene 21 Kullamäe 17 | Punti      | 22 M. Vitali 18 Ricci 10 Baldi Rossi |
| Kullamäe 10                    | Assist     | 8 Spissu                             |
| Jõesaar 9                      | Rimbalzi   | 4 Akele, Ricci, M. Vitali            |
| Jukka Toijala                  | Allenatori | Romeo Sacchetti                      |

| Arbitri: | Oskars Lucis Janusz Calik Thomas Bissuel |

|                                   |            |                                                                        |
| Fridzon 23 Kulagin 15 Bolomboy 10 | Punti      | 14 Magdevski, Whittington 10 V. Stojanovski 9 Gjuroski, D. Stojanovski |
| Kulagin 7                         | Assist     | 4 Magdevski, V. Stojanovski, Whittington                               |
| Antipov, Fridzon 7                | Rimbalzi   | 6 Krstevski, Magdevski, Whittington                                    |
| Sergej Bazarevič                  | Allenatori | Aleksandar Todorov                                                     |

| Arbitri: | Martins Kozlovskis Martin Horozov Petr Hrusa |

|                                 |            |                                      |
| Jõesaar 11 Veideman 10 Nurger 7 | Punti      | 19 Baburin 12 Voroncevič 10 Strebkov |
| Veideman 8                      | Assist     | 7 Strebkov                           |
| Treier 7                        | Rimbalzi   | 6 Voroncevič                         |
| Jukka Toijala                   | Allenatori | Sergej Bazarevič                     |

| Arbitri: | Antonio Conde Martins Kozlovskis Dariusz Zapolski |

|                                                        |            |                                 |
| Voroncevič 11 Antipov 9 Baburin, Motovilov, Strebkov 8 | Punti      | 27 Tessitori 12 Ricci 11 Spissu |
| Kulagin 4                                              | Assist     | 5 Spissu                        |
| Voroncevič 11                                          | Rimbalzi   | 9 Tessitori                     |
| Sergej Bazarevič                                       | Allenatori | Romeo Sacchetti                 |

| Arbitri: | Tomas Jasevicius Yener Yilmaz Alexandre Deman |

|                                 |            |                                            |
| Tessitori 18 Spissu 13 Ricci 11 | Punti      | 24 Dimitrijević 17 Wiley 15 V. Stojanovski |
| Spissu 9                        | Assist     | 12 Dimitrijevikj                           |
| Ricci 7                         | Rimbalzi   | 7 Trajkovski                               |
| Romeo Sacchetti                 | Allenatori | Aleksandar Todorov                         |

| Arbitri: | Tomas Jasevicius Zafer Yilmaz Carsten Straube |

|                                                 |            |                                             |
| V. Stojanovski 18 Wiley 16 Gjuroski, Nikolov 11 | Punti      | 19 Bolomboy 13 Antonov 11 Komolov, Strebkov |
| Nikolov 5                                       | Assist     | 7 Kulagin                                   |
| Krstevski 5                                     | Rimbalzi   | 6 Il'nickij                                 |
| Aleksandar Todorov                              | Allenatori | Sergej Bazarevič                            |

| Arbitri: | Yener Yilmaz Zdenko Tomasovic Gvidas Gedvilas |

|                                 |            |                                |
| M. Vitali 24 Ricci 19 Spissu 16 | Punti      | 32 Kotsar 17 Treier 13 Jõesaar |
| Spissu 6                        | Assist     | 14 Sokk                        |
| M. Vitali 9                     | Rimbalzi   | 6 Treier                       |
| Romeo Sacchetti                 | Allenatori | Jukka Toijala                  |

| Arbitri: | Yener Yilmaz Zdenko Tomasovic Alexandre Deman |

|                                                |            |                                              |
| Dimitrijević 22 Magdevski 20 V. Stojanovski 16 | Punti      | 17 Spissu 11 Bortolani, M. Vitali 10 Procida |
| Dimitrijevikj 7                                | Assist     | 8 Spissu                                     |
| Wiley 7                                        | Rimbalzi   | 4 Akele                                      |
| Aleksandar Todorov                             | Allenatori | Romeo Sacchetti                              |

| Arbitri: | Zafer Yilmaz Carsten Straube Steve Bittner |

|                                     |            |                               |
| Baburin 14 Voroncevič 13 Kulagin 12 | Punti      | 10 Jõesaar 9 Drell 8 Kullamäe |
| Voroncevič 4                        | Assist     | 4 Kotsar                      |
| Ivlev 10                            | Rimbalzi   | 5 Nurger                      |
| Sergej Bazarevič                    | Allenatori | Jukka Toijala                 |

| Arbitri: | Tomas Jasevicius Yener Yilmaz Zafer Yilmaz |

|                                       |            |                                        |
| Kotsar 15 Kullamäe, Treier 14 Sokk 13 | Punti      | 23 Dimitrijević 21 Trajkovski 18 Wiley |
| Sokk 7                                | Assist     | 5 Dimitrijević                         |
| Treier 12                             | Rimbalzi   | 14 Wiley                               |
| Jukka Toijala                         | Allenatori | Aleksandar Todorov                     |

### Gruppo C
| Pos | Squadra   | G | V | P | PF  | PS  | DP  | Pt | Qualificazione         |  | BEL   | LTU   | CZE   | DNK   |
| --- | --------- | - | - | - | --- | --- | --- | -- | ---------------------- |  | ----- | ----- | ----- | ----- |
| 1   | Belgio    | 6 | 4 | 2 | 509 | 439 | +70 | 10 | EuroBasket 2022        |  | —     | 86–65 | 86–91 | 88–65 |
| 2   | Lituania  | 6 | 4 | 2 | 493 | 476 | +17 | 10 | EuroBasket 2022        |  | 84–71 | —     | 97–89 | 76–80 |
| 3   | Rep. Ceca | 6 | 2 | 4 | 481 | 529 | −48 | 8  | EuroBasket 2022 (Osp.) |  | 62–90 | 74–94 | —     | 75–71 |
| 4   | Danimarca | 6 | 2 | 4 | 455 | 494 | −39 | 8  |                        |  | 72–88 | 76–77 | 91–90 | —     |

| Arbitri: | Marius Ciulin Zdravko Rutešić Michał Proć |

|                               |            |                                          |
| Obasohan 21 Tabu 18 Gillet 11 | Punti      | 17 Motiejūnas 15 Kuzminskas 12 Kalnietis |
| Serron 5                      | Assist     | 4 Kalnietis                              |
| De Zeeuw 9                    | Rimbalzi   | 5 Kuzminskas, Motiejūnas                 |
| Dario Gjergja                 | Allenatori | Darius Maskoliūnas                       |

| Arbitri: | Nicolas Maestre Zafer Yilmaz Beniamino Attard |

|                                      |            |                                  |
| Bohačík 17 Kříž, Peterka 14 Vyoral 9 | Punti      | 20 Lundberg 11 Gilling 10 Larsen |
| Bohačík 5                            | Assist     | 6 Darboe                         |
| Kříž 8                               | Rimbalzi   | 8 Lundberg                       |
| Ronen Ginzburg                       | Allenatori | Erez Bittman                     |

| Arbitri: | Eddie Viator Saša Maričić Alexandre Deman |

|                                    |            |                              |
| Bendžius 26 Birutis 17 Butkevičius | Punti      | 26 Hruban 16 Auda 11 Bohačík |
| Jokubaitis 6                       | Assist     | 6 Šiřina                     |
| Butkevičius 8                      | Rimbalzi   | 4 Auda, Krejčí, Peterka      |
| Darius Maskoliūnas                 | Allenatori | Ronen Ginzburg               |

| Arbitri: | Saverio Lanzarini Radomir Vojinović Gatis Saliņš |

|                                 |            |                                         |
| Larsen 20 Lundberg 15 Darboe 11 | Punti      | 22 Tabu 16 Obasohan 10 De Zeeuw, Serron |
| Darboe, Jukić, Lundberg 4       | Assist     | 7 Tabu                                  |
| Jukić, Larsen, Lundberg 5       | Rimbalzi   | 8 Tabu                                  |
| Erez Bittman                    | Allenatori | Dario Gjergja                           |

| Arbitri: | Aleksandar Glišić Mehmet Sahin Zdravko Rutesic |

|                               |            |                                  |
| Balvín 14 Palyza 13 Bohačík 9 | Punti      | 18 Obasohan 13 Gillet 12 Vanwijn |
| Bohačík 4                     | Assist     | 7 Obasohan                       |
| Peterka 8                     | Rimbalzi   | 5 Gillet, Kesteloot              |
| Ronen Ginzburg                | Allenatori | Dario Gjergja                    |

| Arbitri: | Boris Krejic Özlem Yalman Pavel Fuska |

|                                 |            |                                                |
| Gailius 16 Dimša 15 Blaževič 10 | Punti      | 28 Lundberg 13 Christensen 8 Bergstedt, Darboe |
| Kalnietis 6                     | Assist     | 4 Lundberg                                     |
| Birutis 8                       | Rimbalzi   | 7 Lundberg                                     |
| Darius Maskoliūnas              | Allenatori | Erez Bittman                                   |

| Arbitri: | Mehmet Sahin Zdravko Rutesic Özlem Yalman |

|                                   |            |                                 |
| Lundberg 38 Bergstedt 19 Hertz 11 | Punti      | 24 Peterka 17 Bohačík 16 Vyoral |
| Darboe 9                          | Assist     | 7 Bohačík, Vyoral               |
| Bergstedt 10                      | Rimbalzi   | 8 Peterka                       |
| Erez Bittman                      | Allenatori | Ronen Ginzburg                  |

| Arbitri: | Aleksandar Glišić Boris Krejic Thomas Bissuel |

|                                                |            |                                  |
| Bendžius 19 Birutis, Kuzminskas 13 Mačiulis 11 | Punti      | 21 Obasohan 11 Libert 10 Lecomte |
| Mačiulis 4                                     | Assist     | 3 Libert                         |
| Kuzminskas 8                                   | Rimbalzi   | 5 Vanwijn                        |
| Darius Maskoliūnas                             | Allenatori | Dario Gjergja                    |

| Arbitri: | Sergii Zashchuk Gatis Saliņš Mehmet Karabilecen |

|                                |            |                                     |
| Obasohan 19 Lecomte 12 Bako 10 | Punti      | 18 Darboe 13 Mortensen 12 Bergstedt |
| Lecomte 5                      | Assist     | 4 Nielsen                           |
| Gillet, Obasohan 5             | Rimbalzi   | 8 Bergstedt                         |
| Dario Gjergja                  | Allenatori | Erez Bittman                        |

| Arbitri: | Ademir Zurapovic Radomir Vojinović Martin Vulić |

|                                      |            |                                         |
| Peterka 18 Kříž, Puršl 12 Bohačík 11 | Punti      | 15 Kariniauskas 14 Bendžius 13 Masiulis |
| Vyoral 5                             | Assist     | 6 Kariniauskas                          |
| Peterka 7                            | Rimbalzi   | 7 Kuzminskas                            |
| Ronen Ginzburg                       | Allenatori | Darius Maskoliūnas                      |

| Arbitri: | Radomir Vojinović Ventsislav Velikov Mehmet Karabilecen |

|                                            |            |                              |
| Obasohan 23 Lecomte, Van Vliet 12 Gillet 9 | Punti      | 24 Hruban 22 Bohačík 16 Kříž |
| Lecomte, Schwartz 4                        | Assist     | 4 Sehnal                     |
| Van Vliet 5                                | Rimbalzi   | 8 Peterka                    |
| Dario Gjergja                              | Allenatori | Ronen Ginzburg               |

| Arbitri: | Ademir Zurapovic Sergii Zashchuk Martin Vulić |

|                                         |            |                                                                    |
| Larsen 21 Darboe 20 Bergstedt, Hertz 12 | Punti      | 11 Kalnietis 10 Dimša, Kariniauskas, Mačiulis 8 Blaževič, Masiulis |
| Darboe 6                                | Assist     | 6 Kalnietis                                                        |
| Bergstedt 10                            | Rimbalzi   | 6 Mačiulis                                                         |
| Erez Bittman                            | Allenatori | Darius Maskoliūnas                                                 |

### Gruppo D
| Pos | Squadra     | G | V | P | PF  | PS  | DP  | Pt | Qualificazione  |  | HRV   | NLD   | TUR   | SWE   |
| --- | ----------- | - | - | - | --- | --- | --- | -- | --------------- |  | ----- | ----- | ----- | ----- |
| 1   | Croazia     | 6 | 4 | 2 | 442 | 398 | +44 | 10 | EuroBasket 2022 |  | —     | 57–65 | 79–72 | 72–56 |
| 2   | Paesi Bassi | 6 | 3 | 3 | 404 | 414 | −10 | 9  | EuroBasket 2022 |  | 59–69 | —     | 71–73 | 78–76 |
| 3   | Turchia     | 6 | 3 | 3 | 452 | 467 | −15 | 9  | EuroBasket 2022 |  | 84–78 | 65–72 | —     | 88–80 |
| 4   | Svezia      | 6 | 2 | 4 | 445 | 464 | −19 | 8  |                 |  | 72–87 | 74–59 | 87–80 | —     |

| Arbitri: | Eddie Viator Ventsislav Velikov Kristaps Konstantīnovs |

|                                 |            |                                   |
| Drežnjak 16 Planinić 11 Perić 9 | Punti      | 11 Borg 10 Magarity 9 Czerapowicz |
| Ukić 8                          | Assist     | 7 Pantzar                         |
| Šakić 11                        | Rimbalzi   | 8 Borg                            |
| Veljko Mršić                    | Allenatori | Hugo López                        |

| Arbitri: | Ademir Zurapović Radomir Vojinović Gintaras Vitkauskas |

|                                  |            |                                            |
| Mahmutoğlu 20 Birsen 12 Erden 11 | Punti      | 27 Kloof 16 Franke 12 de Jong              |
| Birsen 4                         | Assist     | 3 Kloof, van der Vuurst de Vries, Williams |
| Birsen 13                        | Rimbalzi   | 6 Kloof                                    |
| Orhun Ene                        | Allenatori | Maurizio Buscaglia                         |

| Arbitri: | Georgios Poursanidis Mārtiņš Kozlovskis Fernando Calatrava |

|                                                       |            |                                 |
| Franke 11 Kloof, van der Vuurst de Vries 10 de Jong 9 | Punti      | 14 Ukić 13 Drežnjak 12 Planinić |
| Kloof 4                                               | Assist     | 6 Ukić                          |
| Kherrazi 11                                           | Rimbalzi   | 6 Planinić                      |
| Maurizio Buscaglia                                    | Allenatori | Veljko Mršić                    |

| Arbitri: | Manuel Mazzoni Sergei Beliakov Wojciech Liszka |

|                                    |            |                                  |
| Håkanson 23 Löfberg 14 Magarity 13 | Punti      | 23 Şanlı 17 Mahmutoğlu 11 Durmaz |
| Håkanson 8                         | Assist     | 8 Tuncer                         |
| Czerapowicz 7                      | Rimbalzi   | 8 Birsen                         |
| Hugo López                         | Allenatori | Orhun Ene                        |

| Arbitri: | Tanel Suslov Sergei Beliakov Paulo Marques |

|                               |            |                                   |
| Franke 22 Kloof 13 Hammink 12 | Punti      | 21 Czerapowicz 16 Löfberg 13 Borg |
| de Jong 5                     | Assist     | 7 Pantzar                         |
| Kherrazi, Williams 6          | Rimbalzi   | 11 Spires                         |
| Maurizio Buscaglia            | Allenatori | Hugo López                        |

| Arbitri: | Tomas Jasevicius Fernando Calatrava Alexandre Deman |

|                            |            |                                  |
| Bilan 30 Šakić 17 Rogić 12 | Punti      | 14 Mahmutoğlu 12 Larkin 9 Şengün |
| Ukić 5                     | Assist     | 5 Larkin                         |
| Bilan 12                   | Rimbalzi   | 8 Şengün                         |
| Veljko Mršić               | Allenatori | Orhun Ene                        |

| Arbitri: | Tomas Jasevicius Alexandre Deman Gintaras Vitkauskas |

|                                           |            |                             |
| Kloof 17 Franke 14 Schaftenaar 13         | Punti      | 23 Larkin 13 Şanlı 9 Şengün |
| de Jong, Kloof, van der Vuurst de Vries 3 | Assist     | 9 Larkin                    |
| Kloof 8                                   | Rimbalzi   | 4 Şengün                    |
| Maurizio Buscaglia                        | Allenatori | Orhun Ene                   |

| Arbitri: | Fernando Calatrava Paulo Marques Tanel Suslov |

|                                                 |            |                                          |
| Andersson 22 Czerapowicz, Ramstedt 14 Löfberg 7 | Punti      | 20 Marčinković 14 Bilan, Šakić 9 Krušlin |
| Massamba 5                                      | Assist     | 5 Ukić                                   |
| Andersson 8                                     | Rimbalzi   | 10 Bilan                                 |
| Hugo López                                      | Allenatori | Veljko Mršić                             |

| Arbitri: | Saverio Lanzarini Marius Ciulin Alexey Davydov |

|                              |            |                                              |
| Şengün 24 Tuncer 19 Şanlı 14 | Punti      | 21 Jerebko 19 Birgander 11 Borg, Czerapowicz |
| Larkin 7                     | Assist     | 5 Czerapowicz, Massamba, Pantzar             |
| Şengün 12                    | Rimbalzi   | 10 Birgander                                 |
| Orhun Ene                    | Allenatori | Hugo López                                   |

| Arbitri: | Manuel Mazzoni Lorenzo Baldini Ivor Matejek |

|                                    |            |                                               |
| Šakić 17 Bilan, Krušlin 11 Mavra 7 | Punti      | 15 Franke 11 van der Vuurst de Vries 10 Kloof |
| Krušlin 6                          | Assist     | 4 van der Vuurst de Vries                     |
| Bilan, Šakić 10                    | Rimbalzi   | 9 Kloof                                       |
| Veljko Mršić                       | Allenatori | Maurizio Buscaglia                            |

| Arbitri: | Manuel Mazzoni Marius Ciulin Lorenzo Baldini |

|                                          |            |                                                   |
| Şanlı, Tuncer 17 Larkin 16 Mahmutoğlu 12 | Punti      | 13 Gabrić 12 Bilan, Filipović 10 Šakić, Vrankovic |
| Larkin, Tuncer 7                         | Assist     | 5 Prkačin                                         |
| Şanlı 6                                  | Rimbalzi   | 4 Gabrić                                          |
| Orhun Ene                                | Allenatori | Veljko Mršić                                      |

| Arbitri: | Saverio Lanzarini Ivor MAtejek Gintaras Maciulis |

|                                  |            |                                                 |
| Czerapowicz 19 Borg 11 Pantzar 9 | Punti      | 11 Nzekwesi 10 van der Vuurst de Vries 9 Franke |
| Pantzar 5                        | Assist     | 8 van der Vuurst de Vries                       |
| Jerebko 11                       | Rimbalzi   | 6 van der Vuurst de Vries                       |
| Hugo López                       | Allenatori | Maurizio Buscaglia                              |

### Gruppo E
| Pos | Squadra   | G | V | P | PF  | PS  | DP  | Pt | Qualificazione         |  | SRB   | GEO   | FIN   | CHE   |
| --- | --------- | - | - | - | --- | --- | --- | -- | ---------------------- |  | ----- | ----- | ----- | ----- |
| 1   | Serbia    | 6 | 4 | 2 | 515 | 457 | +58 | 10 | EuroBasket 2022        |  | —     | 90–94 | 75–66 | 88–81 |
| 2   | Georgia   | 6 | 4 | 2 | 508 | 517 | −9  | 10 | EuroBasket 2022 (Osp.) |  | 66–92 | —     | 70–78 | 96–88 |
| 3   | Finlandia | 6 | 3 | 3 | 448 | 464 | −16 | 9  | EuroBasket 2022        |  | 58–80 | 85–91 | —     | 92–84 |
| 4   | Svizzera  | 6 | 1 | 5 | 493 | 526 | −33 | 7  |                        |  | 92–90 | 84–91 | 64–69 | —     |

| Arbitri: | Yohan Rosso Tolga Sahin Andrei Sharapa |

|                                               |            |                                            |
| Palmi 16 Koivisto, Murphy, Lindbom 7 Wilson 6 | Punti      | 19 Raduljica 10 Avramović, Zagorac 9 Rebić |
| Lindbom, Palmi, Salin 3                       | Assist     | 3 Avramović, Jaramaz, Rebić, Veličković    |
| Kotti 6                                       | Rimbalzi   | 8 Raduljica, Veličković, Zagorac           |
| Henrik Dettmann                               | Allenatori | Igor Kokoškov                              |

| Arbitri: | Wojciech Liszka Tanel Suslov Goran Sljivić |

|                                         |            |                                   |
| Burjanadze 21 McFadden 18 Shermadini 16 | Punti      | 22 Kazadi 18 Baldassarre 14 Kovac |
| McFadden 6                              | Assist     | 10 Kazadi                         |
| Shermadini 13                           | Rimbalzi   | 10 Jurkovitz, Kazadi              |
| Īlias Zouros                            | Allenatori | Gianluca Barilari                 |

| Arbitri: | Antonio Conde Carsten Straube Luis Castillo |

|                                     |            |                                         |
| Avramović 27 Jaramaz 22 Simonović 9 | Punti      | 33 McFadden 23 Shermadini 11 Burjanadze |
| Jaramaz 6                           | Assist     | 7 McFadden                              |
| Raduljica, Zagorac 5                | Rimbalzi   | 11 Shermadini                           |
| Igor Kokoškov                       | Allenatori | Īlias Zouros                            |

| Arbitri: | Sergii Zashchu Igor Mitrovski Gvidas Gedvilas |

|                                    |            |                           |
| Mlađan 12 Kazadi 11 Baldassarre 10 | Punti      | 25 Salin 9 Palmi 8 Madsen |
| Jurkovitz, Kazadi 3                | Assist     | 5 Maxhuni                 |
| Jurkovitz 12                       | Rimbalzi   | 10 Madsen                 |
| Gianluca Barilari                  | Allenatori | Henrik Dettmann           |

| Arbitri: | Sergii Zashchuk Janusz Calik Vilius Maciulaitis |

|                                            |            |                                          |
| M. Mlađan 18 Kazadi, D. Mlađan 16 Kovac 14 | Punti      | 23 Avramović 20 Anđušić, Apić 13 Simanić |
| Kazadi 7                                   | Assist     | 4 Apić, Avramović, Pot                   |
| Kazadi 8                                   | Rimbalzi   | 6 Apić                                   |
| Gianluca Barilari                          | Allenatori | Igor Kokoškov                            |

| Arbitri: | Yohan Rosso Alexey Davydov Geert Jacobs |

|                                      |            |                                        |
| Salin 22 Valtonen 13 Huff, Wilson 12 | Punti      | 27 Shermadini 19 Shengelia 14 McFadden |
| Valtonen 5                           | Assist     | 10 McFadden                            |
| Valtonen 6                           | Rimbalzi   | 10 Shermadini                          |
| Henrik Dettmann                      | Allenatori | Īlias Zouros                           |

| Arbitri: | Janusz Calik Vilius Maciulaitis Beniamino Attard |

|                                              |            |                                      |
| Mlađan 19 Kovac 17 Cotture, Kazadi, Nzege 10 | Punti      | 24 McFadden 17 Shengelia 12 Bakradze |
| Kazadi 10                                    | Assist     | 6 McFadden                           |
| Mlađan 7                                     | Rimbalzi   | 8 Shermadini                         |
| Gianluca Barilari                            | Allenatori | Īlias Zouros                         |

| Arbitri: | Yohan Rosso Sergii Zashchuk Alexey Davydov |

|                                 |            |                                    |
| Anđušić 19 Avramović 17 Apić 12 | Punti      | 15 Maxhuni 10 Salin 9 Huff, Madsen |
| Apić, Peno, Radanov 3           | Assist     | 6 Maxhuni                          |
| Dangubić 7                      | Rimbalzi   | 6 Valtonen                         |
| Igor Kokoškov                   | Allenatori | Henrik Dettmann                    |

| Arbitri: | Tolga Sahin Apostolos Kalpakas Sergei Beliakov |

|                                |            |                               |
| Koponen 21 Maxhuni 17 Salin 15 | Punti      | 18 Kovac 13 Kazadi 11 Cotture |
| Valtonen 4                     | Assist     | 10 Kazadi                     |
| Madsen 6                       | Rimbalzi   | 7 Kazadi                      |
| Henrik Dettmann                | Allenatori | Gianluca Barilari             |

| Arbitri: | Georgios Poursanidis Oskars Lucis Kerem Baki |

|                                                  |            |                                 |
| Shermadini 20 Sanadze 15 Burjanadze, Frankamp 10 | Punti      | 27 Petrušev 22 Anđušić 11 Rebić |
| Bakradze, Berishvili, Sanadze 3                  | Assist     | 5 Anđušić                       |
| Shermadini 8                                     | Rimbalzi   | 6 Petrušev                      |
| Īlias Zouros                                     | Allenatori | Igor Kokoškov                   |

| Arbitri: | Georgios Poursanidis Oskars Lucis Apostolos Kalpakas |

|                                   |            |                                       |
| Petrušev 22 Anđušić 20 Luković 10 | Punti      | 18 Mlađan 13 Cotture, Kazadi 10 Dubas |
| Anđušić 6                         | Assist     | 8 Kazadi                              |
| Avramović 9                       | Rimbalzi   | 5 Dubas                               |
| Igor Kokoškov                     | Allenatori | Gianluca Barilari                     |

| Arbitri: | Tolga Sahin Dariusz Zapolski Kerem Baki |

|                                       |            |                                                |
| Shermadini 19 Sanadze 18 Berishvili 9 | Punti      | 14 Murphy, Valtonen 11 Maxhuni 8 Madsen, Salin |
| Bakradze 5                            | Assist     | 5 Salin                                        |
| Shermadini 12                         | Rimbalzi   | 5 Valtonen                                     |
| Īlias Zouros                          | Allenatori | Henrik Dettmann                                |

### Gruppo F
| Pos | Squadra  | G | V | P | PF  | PS  | DP  | Pt | Qualificazione  |  | UKR   | SLO   | HUN   | AUT   |
| --- | -------- | - | - | - | --- | --- | --- | -- | --------------- |  | ----- | ----- | ----- | ----- |
| 1   | Ucraina  | 6 | 4 | 2 | 458 | 414 | +44 | 10 | EuroBasket 2022 |  | —     | 70–65 | 60–62 | 70–67 |
| 2   | Slovenia | 6 | 4 | 2 | 470 | 434 | +36 | 10 | EuroBasket 2022 |  | 84–73 | —     | 84–72 | 85–78 |
| 3   | Ungheria | 6 | 4 | 2 | 438 | 455 | −17 | 10 | EuroBasket 2022 |  | 63–97 | 77–75 | —     | 81–58 |
| 4   | Austria  | 6 | 0 | 6 | 421 | 484 | −63 | 6  |                 |  | 73–88 | 64–77 | 81–83 | —     |

| Arbitri: | Yener Yilmaz Gentian Cici Carsten Straube |

|                                     |            |                                 |
| Allen 16 Perl, Vojvoda 15 Keller 11 | Punti      | 18 Blažič 16 Morgan 12 Prepelič |
| Perl 6                              | Assist     | 5 Prepelič                      |
| Vojvoda 5                           | Rimbalzi   | 9 Morgan                        |
| Stojan Ivković                      | Allenatori | Aleksander Sekulić              |

| Arbitri: | Martin Horozov Kerem Baki Igor Mitrovski |

|                                           |            |                                    |
| Vujošević 14 Klepeisz, Trmal 13 Douvier 9 | Punti      | 16 Lypovyj 13 Herun 12 Pustozvonov |
| Vujošević 4                               | Assist     | 8 Lukašov                          |
| Douvier, Hopfgartner 4                    | Rimbalzi   | 7 Blyznjuk, Pustovyj               |
| Raoul Korner                              | Allenatori | Ainārs Bagatskis                   |

| Arbitri: | Nicolas Maestre Özlem Yalman Gintaras Mačiulis |

|                                       |            |                                   |
| Morgan, Murić 19 Prepelič 17 Blažič 9 | Punti      | 18 Vujošević 17 Ogunsipe 13 Novas |
| Rupnik 7                              | Assist     | 5 Lanegger                        |
| Murić 8                               | Rimbalzi   | 7 Lanegger                        |
| Aleksander Sekulić                    | Allenatori | Raoul Korner                      |

| Arbitri: | Yohan Rosso Apostolos Kalpakas Erez Gurion |

|                                               |            |                                      |
| Bobrov, Herun, Pustovyj 12 Blyznjuk 8 Zotov 5 | Punti      | 11 Vojvoda 10 Keller 9 Benke, Váradi |
| Lukašov 7                                     | Assist     | 4 Vojvoda                            |
| Bobrov 9                                      | Rimbalzi   | 8 Allen                              |
| Ainārs Bagatskis                              | Allenatori | Stojan Ivković                       |

| Arbitri: | Tolga Sahin Zafer Yilmaz Ventsislav Velikov |

|                               |            |                              |
| Blažič 23 Morgan 13 Rupnik 12 | Punti      | 15 Herun 14 Shundel 13 Sanon |
| Rupnik 7                      | Assist     | 5 Bobrov, Sanon              |
| Morgan 11                     | Rimbalzi   | 5 Pavlov, Sanon              |
| Aleksander Sekulić            | Allenatori | Ainārs Bagatskis             |

| Arbitri: | Zafer Yilmaz Tolga Sahin Marek Kukelcik |

|                                      |            |                                 |
| Vujošević 22 Murati 17 Mahalbašić 11 | Punti      | 16 Blažič 14 Hrovat 10 Mahkovic |
| Mahalbašić 7                         | Assist     | 6 Rupnik                        |
| Mahalbašić 8                         | Rimbalzi   | 8 Hrovat                        |
| Raoul Korner                         | Allenatori | Aleksander Sekulić              |

| Arbitri: | Georgios Poursanidis Yener Yilmaz Valerio Grigioni |

|                                       |            |                                     |
| Mišula 20 Lukašov 14 Herun, Lypovyj 8 | Punti      | 16 Güttl 15 Vujošević 11 Mahalbašić |
| Lypovyj 5                             | Assist     | 9 Mahalbašić                        |
| Petrov 10                             | Rimbalzi   | 7 Mahalbašić                        |
| Ainārs Bagatskis                      | Allenatori | Raoul Korner                        |

| Arbitri: | Eddie Viator Paulo Marques Ilias Kounelles |

|                               |            |                              |
| Blažič 24 Rupnik 13 Hrovat 12 | Punti      | 16 Perl 15 Váradi 13 Vojvoda |
| Rupnik 7                      | Assist     | 3 Ferencz, Perl              |
| Blažič, Murić 6               | Rimbalzi   | 6 Filipovity                 |
| Aleksander Sekulić            | Allenatori | Stojan Ivković               |

| Arbitri: | Eddie Viator Paulo Marques Michal Proc |

|                                     |            |                               |
| Klepeisz 21 Murati 15 Mahalbašić 14 | Punti      | 22 Vojvoda 14 Benke 12 Váradi |
| Mahalbašić 5                        | Assist     | 9 Perl                        |
| Mahalbašić 9                        | Rimbalzi   | 8 Keller                      |
| Raoul Korner                        | Allenatori | Stojan Ivković                |

| Arbitri: | Eddie Viator Ozlem Yalman Michal Proc |

|                            |            |                                    |
| Rendl 24 Pavlov 10 Herun 9 | Punti      | 18 Rupnik 9 Blažič, Dimec 7 Macura |
| Rendl, Blyznjuk 5          | Assist     | 5 Rupnik                           |
| Blyznjuk 11                | Rimbalzi   | 6 Blažič, Murić                    |
| Ainārs Bagatskis           | Allenatori | Aleksander Sekulić                 |

| Arbitri: | Ilias Kounelles Pavel Fuska Mihkel Manniste |

|                              |            |                                                      |
| Perl 17 Keller 13 Vojvoda 12 | Punti      | 10 Mahalbašić, Ogunsipe, Vujošević 7 Ersek 6 Lamešić |
| Perl, Váradi 5               | Assist     | 4 Güttl                                              |
| Filipovity, Szabó 6          | Rimbalzi   | 6 Ogunsipe                                           |
| Stojan Ivković               | Allenatori | Raoul Korner                                         |

| Arbitri: | Ozlem Yalman Paulo Marques Mihkel Manniste |

|                               |            |                                      |
| Filipovity 17 Perl 10 Pongó 7 | Punti      | 19 Bobrov 18 Mišula 12 Herun, Pavlov |
| Pongó, Somogyi 3              | Assist     | 9 Zotov                              |
| Lukács 6                      | Rimbalzi   | 6 Herun, Lypovyj, Mišula             |
| Stojan Ivković                | Allenatori | Ainārs Bagatskis                     |

### Gruppo G
| Pos | Squadra       | G | V | P | PF  | PS  | DP  | Pt | Qualificazione         |  | FRA   | GBR   | MNE   | DEU   |
| --- | ------------- | - | - | - | --- | --- | --- | -- | ---------------------- |  | ----- | ----- | ----- | ----- |
| 1   | Francia       | 6 | 4 | 2 | 465 | 444 | +21 | 10 | EuroBasket 2022        |  | —     | 73–94 | 85–66 | 86–74 |
| 2   | Gran Bretagna | 6 | 4 | 2 | 462 | 446 | +16 | 10 | EuroBasket 2022        |  | 56–79 | —     | 74–59 | 81–73 |
| 3   | Montenegro    | 6 | 3 | 3 | 439 | 455 | −16 | 9  |                        |  | 71–73 | 81–74 | —     | 82–75 |
| 4   | Germania      | 6 | 1 | 5 | 460 | 481 | −21 | 7  | EuroBasket 2022 (Osp.) |  | 83–69 | 81–83 | 74–80 | —     |

| Arbitri: | Georgios Poursanidis Vilius Mačiulaitis Gatis Saliņš |

|                                           |            |                              |
| Cobbs 19 Todorović 16 Bjelica, Šehović 11 | Punti      | 20 Hesson 18 Soko 10 Olaseni |
| Cobbs 8                                   | Assist     | 6 Okereafor                  |
| Todorović 7                               | Rimbalzi   | 9 Soko                       |
| Boško Radović                             | Allenatori | Marc Steutel                 |

| Arbitri: | Manuel Mazzoni Boris Krejić Saša Maričić |

|                              |            |                                   |
| Benzing 22 Saibou 19 Obst 11 | Punti      | 16 Michineau 13 Yabusele 9 Konaté |
| Akpınar 5                    | Assist     | 2 Fall, Michineau, Ouattara       |
| Jallow, Zirbes 8             | Rimbalzi   | 8 Fall                            |
| Henrik Rödl                  | Allenatori | Vincent Collet                    |

| Arbitri: | Marius Ciulin Tomas Jasevičius Ventsislav Velikov |

|                                 |            |                                    |
| Yabusele 15 Fall 12 Ouattara 11 | Punti      | 24 Ivanović 12 Todorović 9 Nikolić |
| Julien 7                        | Assist     | 3 Popović                          |
| Fall 6                          | Rimbalzi   | 7 Simonović, Todorović             |
| Vincent Collet                  | Allenatori | Boško Radović                      |

| Arbitri: | Ademir Zurapović Michał Proć Tanel Suslov |

|                            |            |                            |
| Nelson 26 Soko 18 Hesson 8 | Punti      | 24 Obst 8 Benzing 7 Saibou |
| Hesson 5                   | Assist     | 6 Saibou                   |
| Soko 10                    | Rimbalzi   | 6 Saibou                   |
| Marc Steutel               | Allenatori | Henrik Rödl                |

| Arbitri: | Oskars Lucis Lorenzo Baldini Kerem Baki |

|                                         |            |                                  |
| Hamilton 12 Clark, Olaseni 11 Phillip 7 | Punti      | 24 M'Baye 15 Bouteille 7 Lessort |
| Clark 4                                 | Assist     | 9 Albicy                         |
| Clark, Olaseni 6                        | Rimbalzi   | 8 Cordinier                      |
| Marc Steutel                            | Allenatori | Vincent Collet                   |

| Arbitri: | Manuel Mazzoni Luis Castillo Gatis Salins |

|                                |            |                                    |
| Benzing 21 Obst 17 Seiferth 10 | Punti      | 20 Cobbs 18 Ivanović 11 Z. Nikolić |
| Obst 4                         | Assist     | 6 Cobbs                            |
| Ogbe 4                         | Rimbalzi   | 8 Z. Nikolić                       |
| Henrik Rödl                    | Allenatori | Boško Radović                      |

| Arbitri: | Manuel Mazzoni Luis Castillo Mehmet Karabilecen |

|                                |            |                                 |
| Olaseni 28 Hesson 15 Nelson 13 | Punti      | 14 Simonović 11 Đurišić 9 Cobbs |
| Nelson 6                       | Assist     | 4 Cobbs, Ivanović               |
| Olaseni 8                      | Rimbalzi   | 8 Simonović                     |
| Marc Steutel                   | Allenatori | Boško Radović                   |

| Arbitri: | Oskars Lucis Lorenzo Baldini Gatis Salins |

|                                  |            |                                       |
| Ouattara 24 Lessort 17 Albicy 13 | Punti      | 16 Obst 13 Jallow 12 Akpınar, Benzing |
| Albicy 7                         | Assist     | 4 Akpınar                             |
| Bouteille, M'Baye 5              | Rimbalzi   | 5 Jallow                              |
| Collet                           | Allenatori | Henrik Rödl                           |

| Arbitri: | Wojciech Liszka Tanel Suslov Manuel Attard |

|                                     |            |                                      |
| Zirbes 14 Nelson 17 Ogbe 11         | Punti      | 20 Olaseni 17 Nelson 12 Hesson, Soko |
| Wimberg 4                           | Assist     | 5 Mockford                           |
| Jallow, Seiferth, Zirbes, Wimberg 5 | Rimbalzi   | 8 Olaseni                            |
| Henrik Rödl                         | Allenatori | Marc Steutel                         |

| Arbitri: | Antonio Conde Fernando Calatrava Martin Horozov |

|                                     |            |                                  |
| Popovic 17 Simonović 16 Ivanović 10 | Punti      | 16 Heurtel 11 Chassang 10 M'Baye |
| Ivanović 4                          | Assist     | 4 Albicy, Heurtel                |
| Simonović 7                         | Rimbalzi   | 7 M'Baye                         |
| Boško Radović                       | Allenatori | Vincent Collet                   |

| Arbitri: | Fernando Calatrava Tanel Suslov Can Mavisu |

|                                          |            |                             |
| Lessort 15 Cordinier, Ouattara 12 Roos 9 | Punti      | 27 Soko 23 Hesson 14 Nelson |
| Heurtel 8                                | Assist     | 6 Nelson                    |
| Cordinier, Lessort 6                     | Rimbalzi   | 7 Hesson, Soko              |
| Vincent Collet                           | Allenatori | Marc Steutel                |

| Arbitri: | Antonio Conde Martin Horozov Wojciech Liszka |

|                                   |            |                                   |
| Ivanović 26 Đurišić 15 Popovic 10 | Punti      | 19 Akpınar 15 Benzing 12 Seiferth |
| Ivanović 8                        | Assist     | 3 Akpınar                         |
| Radončić 9                        | Rimbalzi   | 9 Ogbe                            |
| Boško Radović                     | Allenatori | Henrik Rödl                       |

### Gruppo H
| Pos | Squadra              | G | V | P | PF  | PS  | DP  | Pt | Qualificazione  |  | BIH   | GRC   | BGR   | LVA     |
| --- | -------------------- | - | - | - | --- | --- | --- | -- | --------------- |  | ----- | ----- | ----- | ------- |
| 1   | Bosnia ed Erzegovina | 6 | 5 | 1 | 458 | 383 | +75 | 11 | EuroBasket 2022 |  | —     | 65–70 | 88–49 | 79–73   |
| 2   | Grecia               | 6 | 4 | 2 | 459 | 461 | −2  | 10 | EuroBasket 2022 |  | 69–84 | —     | 73–63 | 66–77   |
| 3   | Bulgaria             | 6 | 2 | 4 | 427 | 494 | −67 | 8  | EuroBasket 2022 |  | 61–80 | 78–84 | —     | 110–104 |
| 4   | Lettonia             | 6 | 1 | 5 | 474 | 480 | −6  | 7  |                 |  | 61–62 | 94–97 | 65–66 | —       |

| Arbitri: | Sergii Zashchuk Vladimir Jevtović Petr Hrůša |

|                                                                        |            |                                        |
| Mpochōridīs 19 Chrysikopoulos 13 Giannopoulos, Kavvadas, Larentzakīs 7 | Punti      | 15 Dimitrov 14 Bost 10 Marinov, Minčev |
| Katsivelīs, Mantzarīs, Mpochōridīs 5                                   | Assist     | 8 Bost                                 |
| Agravanīs 6                                                            | Rimbalzi   | 8 Vaklinov                             |
| Thanasīs Skourtopoulos                                                 | Allenatori | Rosen Barčovski                        |

| Arbitri: | Saverio Lanzarini Janusz Calik Sergei Beliakov |

|                                           |            |                               |
| Laksa, Meiers 13 Ate 8 Kurucs, Sirsniņš 6 | Punti      | 15 Atić 13 Halilović 10 Lazić |
| Meiers 6                                  | Assist     | 5 Atić                        |
| Meiers 11                                 | Rimbalzi   | 6 Atić                        |
| Roberts Štelmahers                        | Allenatori | Vedran Bosnić                 |

| Arbitri: | Boris Krejić Zafer Yilmaz Zdravko Rutešić |

|                              |            |                               |
| Bost 26 Kostov 20 Marinov 16 | Punti      | 27 Meiers 20 Mejeris 15 Šķēle |
| Bost 8                       | Assist     | 6 Šķēle                       |
| Marinov 9                    | Rimbalzi   | 7 Laksa, Meiers               |
| Rosen Barčovski              | Allenatori | Roberts Štelmahers            |

| Arbitri: | Gentian Cici Dariusz Zapolski Alexey Davydov |

|                                  |            |                                           |
| Milošević 17 Atić 13 Halilović 9 | Punti      | 17 Agravanīs 15 Larentzakīs 14 Margaritīs |
| Adamović 4                       | Assist     | 5 Mpochōridīs                             |
| Halilović 12                     | Rimbalzi   | 7 Agravanīs, Mpochōridīs                  |
| Vedran Bosnić                    | Allenatori | Thanasīs Skourtopoulos                    |

| Arbitri: | Eddie Viator Michal Proc Ivor Matejek |

|                                    |            |                               |
| Agravanīs 15 Đurišić 9 Agravanīs 6 | Punti      | 19 Laksa 14 Mejeris 11 Meiers |
| Mantzarīs 5                        | Assist     | 4 Šķēle                       |
| Agravanīs 8                        | Rimbalzi   | 7 Meiers                      |
| Thanasīs Skourtopoulos             | Allenatori | Roberts Štelmahers            |

| Arbitri: | Marius Ciulin Wojciech Liszka Zdenko Tomasovic |

|                                      |            |                                                      |
| Kamenjaš 12 Roberson 11 Milošević 10 | Punti      | 13 Bost 7 Kostov, Georgiev 5 Bachev, Ivanov, Marinov |
| Roberson 6                           | Assist     | 2 Bachev, Marinov                                    |
| Sulejmanović 11                      | Rimbalzi   | 5 Bost                                               |
| Vedran Bosnić                        | Allenatori | Rosen Barčovski                                      |

| Arbitri: | Marius Ciulin Ivor Matejek Josip Jurcevic |

|                             |            |                                       |
| Kostov 15 Bost 12 Petkov 11 | Punti      | 21 Athīnaiou 14 Kavvadas 10 Agravanīs |
| Bost 7                      | Assist     | 6 Katsivelīs                          |
| Ivanov 9                    | Rimbalzi   | 11 Margaritīs                         |
| Rosen Barčovski             | Allenatori | Thanasīs Skourtopoulos                |

| Arbitri: | Eddie Viator Michal Proc Wojciech Liszka |

|                                 |            |                              |
| Kamenjaš 19 Atić 19 Roberson 12 | Punti      | 19 Lomažs 16 Šķēle 15 Meiers |
| Roberson 5                      | Assist     | 6 Šķēle                      |
| Kamenjaš 7                      | Rimbalzi   | 9 Meiers                     |
| Vedran Bosnić                   | Allenatori | Roberts Štelmahers           |

| Arbitri: | Nicolas Maestre Marek Kukelcik Thomas Bissuel |

|                                                         |            |                                      |
| Kavvadas 16 Katsivelīs 12 Chrysikopoulos, Saloustros 10 | Punti      | 23 Sulejmanović 16 Kamenjaš 11 Lazić |
| Katsivelīs 6                                            | Assist     | 10 Gegić                             |
| Saloustros 7                                            | Rimbalzi   | 13 Sulejmanović                      |
| Thanasīs Skourtopoulos                                  | Allenatori | Vedran Bosnić                        |

| Arbitri: | Yohan Rosso Luis Castillo Andrei Sharapa |

|                                        |            |                               |
| Timma 14 Mejeris, Šķēle 11 Freimanis 9 | Punti      | 18 Bost 15 Ivanov 12 Dimitrov |
| Bertāns 4                              | Assist     | 4 Bost, Dimitrov              |
| Mejeris, Šķēle 8                       | Rimbalzi   | 5 Dimitrov, Kostov            |
| Roberts Štelmahers                     | Allenatori | Rosen Barčovski               |

| Arbitri: | Nicolas Maestre Andrei Sharapa Marek Kukelcik |

|                                              |            |                                         |
| Kostadinov, Zahariev 11 Ivanov 10 Dimitrov 8 | Punti      | 17 Kamenjaš 14 Sulejmanović 13 Roberson |
| Karamfilov 9                                 | Assist     | 7 Roberson                              |
| Simeonov 5                                   | Rimbalzi   | 14 Kamenjaš                             |
| Rosen Barčovski                              | Allenatori | Vedran Bosnić                           |

| Arbitri: | Yohan Rosso Luis Castillo Grigioni Valerio |

|                                         |            |                                                           |
| Zoriks 21 Freimanis 16 Meiers, Šķēle 13 | Punti      | 19 Katsivelīs 17 Chrysikopoulos, Saloustros 14 Margaritīs |
| Lomažs 7                                | Assist     | 9 Katsivelīs                                              |
| Freimanis 7                             | Rimbalzi   | 9 Saloustros                                              |
| Roberts Štelmahers                      | Allenatori | Thanasīs Skourtopoulos                                    |